# Contulmo
Contulmo is een gemeente in de Chileense provincie Arauco in de regio Biobío. Contulmo telde 6.031 inwoners in 2017 en heeft een oppervlakte van 962 km².
- Virtual International Authority File: 154568188
- WorldCat: E39PBJxH4hJXm8JKQdDPhxvmBP